# Dick Esser
Pour les articles homonymes, voir Esser.
Rius Theo "Dick" Esser, né le 9 juillet 1918 à Makassar et mort le 8 mars 1979 à Leyde, est un joueur néerlandais de hockey sur gazon.

## Biographie
Il participe à deux éditions des Jeux olympiques avec l'équipe nationale de hockey, remportant le bronze aux Jeux olympiques d'été de 1948 (sept matchs joués, un but marqué) et l'argent aux Jeux olympiques d'été de 1952 (trois matchs joués et deux buts marqués). 